# Fred Hale
Fred Hale właściwie Frederick Harold Hale (ur. 1 grudnia 1890 w New Sheron, zm. 19 listopada 2004 w Syracuse) – amerykański superstulatek – od chwili śmierci Johna Ingrama McMorana 24 lutego 2003 był najstarszym mężczyzną w Ameryce, a po śmierci Hiszpana Joana Riudavetsa 5 marca 2004 stał się najstarszym mężczyzną na świecie. W chwili śmierci w wieku 113 lat i 354 dni był najstarszym Amerykaninem w historii (nie licząc duńskiego imigranta Christiana Mortensena), którego wiek nie budzi wątpliwości. Wynik ten kilka lat później poprawił Walter Breuning (1896-2011), dożywając 114 lat i 205 dni. 
Hale urodził się 1 grudnia 1890 w jednej z dzielnicy Nowego Jorku. Jego ojciec żył 91 lat. W 1910 Poślubił Florę Mooers (1891-1979). Mieli czwórkę dzieci: córki Muriel (1909-1970), Carolyn (1913-1992) oraz synów, Normana (1920-2004) oraz Freda juniora (zm. 2019). Piąte dziecko (syn Richard) zmarło w 1917 w wieku 6 miesięcy.
Przez wiele lat pracował na poczcie, później pomagał córce w prowadzeniu restauracji. Do jego ulubionych zajęć należało zajmowanie się ogrodem, gdzie hodował owoce. Robił m.in. własne musy jabłkowe, zajmował się pszczelarstwem. Nigdy nie palił papierosów, zdarzało mu się natomiast pić od czasu do czasu whiskey z miodem. Sam miód natomiast jadł codziennie. W ostatnich latach życia gdy nie mógł już chodzić poświęcił się oglądaniu meczów baseballowych w telewizji.
Hale długo cieszył się dobrym zdrowiem.  W sędziwym wieku 95 lat odwiedził swojego syna, który mieszkał w Japonii. W drodze powrotnej odwiedził Hawaje i wtedy po raz pierwszy pływał na desce surfingowej. Jeszcze w wieku 103 lat sam własnoręcznie odśnieżał dach swojego domu. Jednak podwójnym rekordzistą czyniła go jazda samochodem do 108 roku życia (nie jechał jednak zbyt szybko). Dopiero w ostatnich kilku latach życia jego wzrok uległ pogorszeniu. W wieku 110 lat więc przeszedł operację zaćmy, po której widział lepiej. Pod koniec życia poruszał się na wózku inwalidzkim. Parę miesięcy przed śmiercią przeprowadził się wraz z 82-letnim wówczas synem, Fredem juniorem do Janesville.
Zmarł na zapalenie płuc 12 dni przed 114. urodzinami. Syn Norman zmarł miesiąc po nim (30 grudnia 2004) w wieku 84 lat. Jedynie najmłodszy syn Hala, Fred junior odziedziczył długowieczność po nim, bowiem żył 97 lat (zmarł 23 stycznia 2019).
Na jego drodze do najstarszej osoby na świecie stanęła Ekwadorka Maria Capovilla (1889–2006) i Amerykanki Susie Gibson ur. 31 października 1890 oraz Elizabeth Bolden (1890–2006). 